# هوبره هارتلاب
هوبره هارتلاب (نام علمی: Lissotis hartlaubii) نام یک گونه از سرده هوبره‌های نرم است.